# Rödpudrad lövmätare
Rödpudrad lövmätare (Idaea muricata) är en fjärilsart som beskrevs av Johann Siegfried Hufnagel 1767. Rödpudrad lövmätare ingår i släktet Idaea och familjen mätare, Geometridae. Enligt den finländska rödlistan är arten sårbar i Finland. Arten är reproducerande i Sverige. Artens livsmiljö är myrar. Två underarter finns listade i Catalogue of Life, Idaea muricata minor Sterneck, 1927 och Idaea muricata proutiana Bryk, 1942.

## Bildgalleri

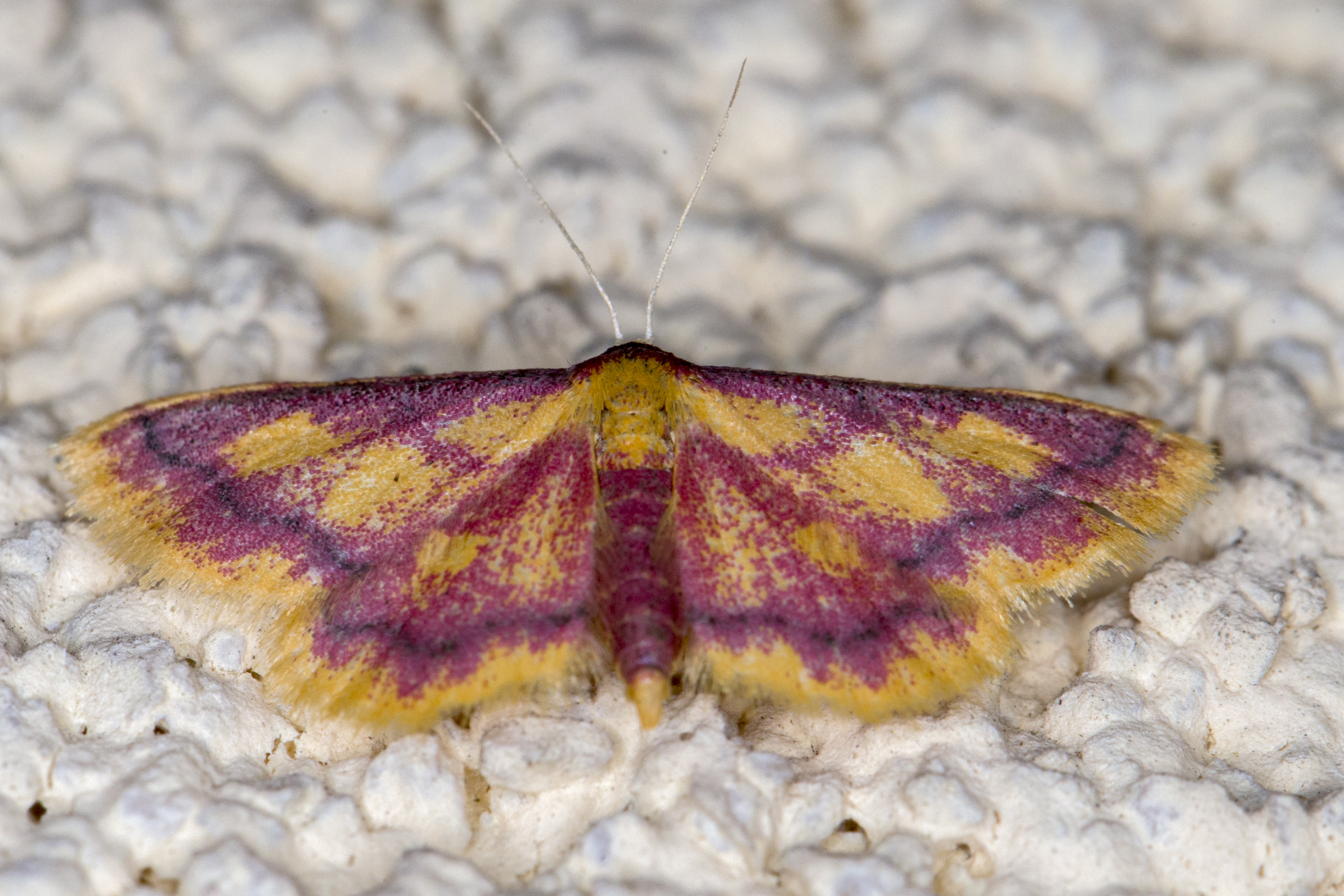
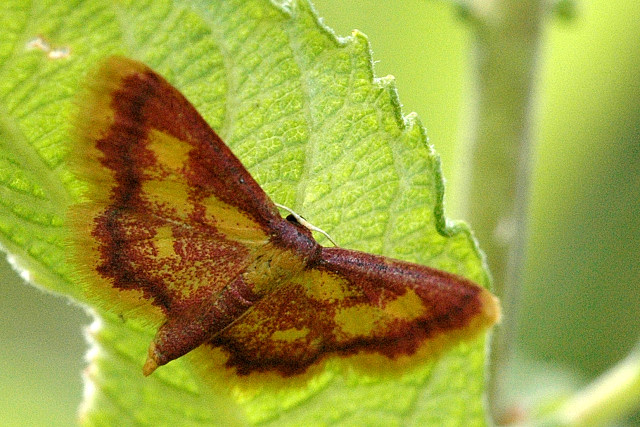
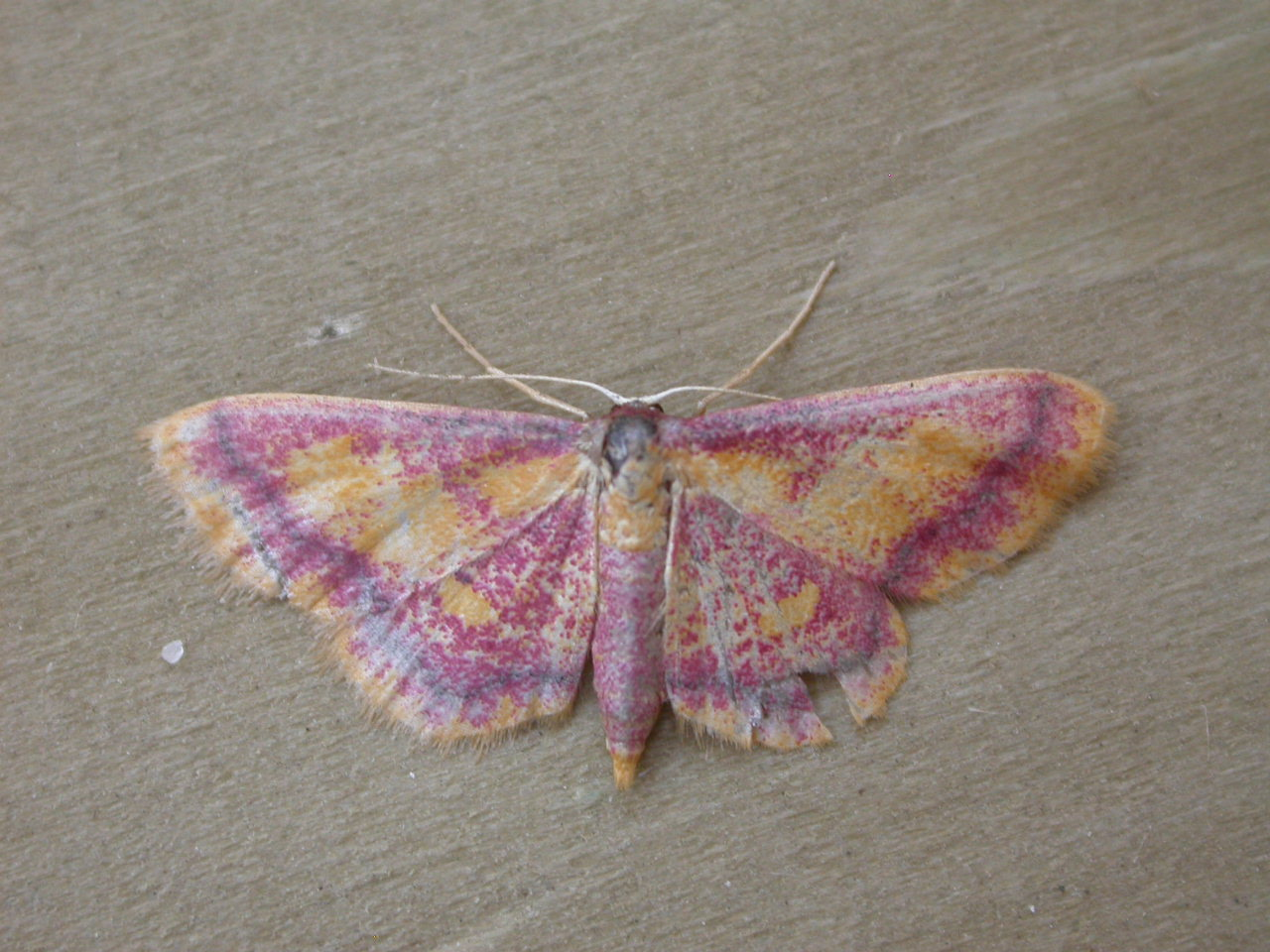